# Битва при Форментері (1529)
Битва при Форментері — морська битва, що відбулась 28 жовтня 1529 року між османським флотом під командуванням Айдин-реїса і невеликим іспанським флотом з восьми галер біля острова Форментера, неподалік від Ібіси.
Імператор Карл V Габсбург відправив невеликий іспанський флот із восьми галер на чолі з керівником флоту Кастилії Родріго Портуондо, щоб знайти і знищити кораблі берберських піратів з Алжиру на чолі з Айдин-реїсом, які здійснювали набіги на узбережжя Валенсії та переправляли морисків з Іспанії до Алжиру.
У битві Портуондо загинув, сім з восьми його галер були захоплені, а його солдати були доставлені рабами в нещодавно захоплене Хайр ад-Діном Барбароссою місто Алжир.